# Ricardo Phillips (ur. 2001)
Ricardo Antonio Phillips Hinds (ur. 6 maja 2001 w mieście Panama) – panamski piłkarz występujący na pozycji skrzydłowego, reprezentant Panamy, od 2024 roku zawodnik ekwadorskiego Delfína.
Jest synem Ricardo Phillipsa, również piłkarza.